# Rewrite
Rewrite (リライト Riraito?) es una novela visual japonesa desarrollada por Key. Fue publicada el 24 de junio de 2011 para Windows y está clasificada para todas las edades. Key publicó un fan disc expandiendo la historia del juego titulado Rewrite Harvest festa! el 27 de julio de 2012 para Windows. Rewrite también fue publicado en PlayStation Portable, PlayStation Vita, PlayStation 3 y PlayStation 4, mientras que Harvest festa! fue publicado en PlayStation Vita. El modo de juego en Rewrite sigue una trama ramificada con múltiples escenarios, y se centra en el jugador ganando favores de las seis chicas protagonistas. Hay minijuegos adicionales agregados al juego, los cuales son necesarios para completar el juego.
Ha habido cinco adaptaciones a manga basadas en Rewrite publicadas por ASCII Media Works e Ichijinsha. Antologías, novelas ligeras y art books también han sido publicados, junto a varios álbumes musicales. Una adaptación a anime de 8-Bit se emitió desde el 2 de julio hasta el 24 de septiembre de 2016. Una segunda temporada se emitió entre el 14 de enero y el 25 de marzo de 2017.

## Sinopsis
La historia sigue la vida de Kotarou Tennouji, un estudiante de secundaria con habilidades superhumanas quien investiga misterios sobrenaturales con cinco chicas de su escuela en la ciudad de Kazamatsuri. Esto los lleva a la mitad de un conflicto entre invocadores de familiares y superhumanos con el destino del mundo en juego.

## Modo de juego
Rewrite es una novela visual romántica en la cual el jugador asume el rol de Kotarou Tennouji. Su modo de juego requiere poca interacción con el jugador como mucho de la duración del juego es gastada en leer el texto que aparece en pantalla, la cual representa la narrativa de la historia y diálogo. Rewrite sigue una trama ramificada con múltiples finales, y dependiendo de las decisiones que el jugador haga durante el juego, la trama progresara en una dirección específica. Hay ocho tramas principales con la cual el jugador tiene la oportunidad de experimentar, cada una de las heroínas de la historia, al principio del juego solo tres estarán disponibles, pero con el avance de la historia se desbloquearan las otras cinco. Sin embargo, en Rewrite Harvest festa! solo hay seis rutas posibles. Cada cierto tiempo, el jugador llegará a un punto donde tendrá la oportunidad de elegir entre múltiples opciones. La progresión del texto se pausa en estos puntos hasta que la elección esté hecha. Algunas decisiones pueden hacer que el juego termine prematuramente, lo cual ofrece un final alternativo a la trama. Para ver todas las tramas en su totalidad, el jugador tendrá que repetir el juego múltiples veces y elegir diferentes opciones para promover la trama en una dirección alternativa. A lo largo del juego hay varios minijuegos que hay que completar y son necesarios para completar el juego.

## Personajes
Kotarou Tennouji (天王寺 瑚太朗 Ten'nōji Kotarō)
Seiyū: Masakazu Morita
Kotori Kanbe (神戸 小鳥 Kanbe Kotori)
Seiyū: Chiwa Saitō
Chihaya Ohtori (鳳 ちはや Ōtori Chihaya)
Seiyū: Saya Shinomiya
Akane Senri (千里 朱音 Senri Akane)
Seiyū: Eri Kitamura
Sizuru Nakatsu (中津 静流 Nakatsu Shizuru)
Seiyū: Keiko Suzuki
Lucia Konohana (此花 ルチア Konohana Ruchia)
Seiyū: Risa Asaki
Kagari (篝 Kagari)
Seiyū: Kana Hanazawa
Sakuya Ohtori (鳳 咲夜 Ōtori Sakuya)
Seiyū: Katsuyuki Konishi

## Medios de comunicación

### Manga

#### Rewrite: Side-B
Una adaptación a manga ilustrada por Sakana Tōjō comenzó su serialización en la edición de octubre de 2010 de la revista Dengeki G's Magazine de ASCII Media Works. El manga detuvo su serialización en la edición de mayo de 2014, pero continuó en la revista Dengeki G's Comic entre las ediciones de junio de 2014 y julio de 2015. El manga fue compilado en 8 volúmenes tankōbon.

##### Volúmenes
| Núm. | Fecha de publicación    | ISBN                |
| ---- | ----------------------- | ------------------- |
| 1    | 27 de abril de 2011     | ISBN 978-4048705264 |
| 2    | 17 de diciembre de 2011 | ISBN 978-4048861755 |
| 3    | 27 de julio de 2012     | ISBN 978-4048867245 |
| 4    | 26 de enero de 2013     | ISBN 978-4048912884 |
| 5    | 27 de julio de 2013     | ISBN 978-4048917735 |
| 6    | 27 de marzo de 2014     | ISBN 978-4048663557 |
| 7    | 27 de noviembre de 2014 | ISBN 978-4048690157 |
| 8    | 27 de julio de 2015     | ISBN 978-4048652827 |

#### Rewrite: Side-R
Un segundo manga ilustrado por Shūichi Kawakami fue serializado entre las ediciones de abril de 2011 y de septiembre de 2013 de la revista Dengeki Daioh de ASCII Media Works. Side-B y Side-R deben leerse juntos como un par. El manga fue compilado en 5 volúmenes tankōbon.

##### Volúmenes
| Núm. | Fecha de publicación     | ISBN                |
| ---- | ------------------------ | ------------------- |
| 1    | 27 de junio de 2011      | ISBN 978-4048706261 |
| 2    | 17 de diciembre de 2011  | ISBN 978-4048861724 |
| 3    | 26 de mayo de 2012       | ISBN 978-4048866477 |
| 4    | 27 de septiembre de 2012 | ISBN 978-4048910200 |
| 5    | 26 de octubre de 2013    | ISBN 978-4048660143 |

#### Rewrite Okaken e Yōkoso!!
Un tercer manga yonkoma ilustrado por Miyura Yano fue serializado entre las ediciones de junio de 2011 y abril de 2014 de la revista Manga 4-koma Palette de Ichijinsha. El manga fue compilado en 2 volúmenes tankōbon.

##### Volúmenes
| Núm. | Fecha de publicación | ISBN                |
| ---- | -------------------- | ------------------- |
| 1    | 21 de julio de 2012  | ISBN 978-4758081535 |
| 2    | 22 de agosto de 2014 | ISBN 978-4758082167 |

#### Rewrite 〜OKA☆KEN Blog〜
Un cuarto manga ilustrado por Yayoi Hazuki fue serializado entre el 26 de octubre de 2011 y el 26 de abril de 2013 en la revista Dengeki G's Festival! de ASCII Media Works. El manga fue compilado en 2 volúmenes tankōbon.

##### Volúmenes
| Núm. | Fecha de publicación | ISBN                |
| ---- | -------------------- | ------------------- |
| 1    | 27 de julio de 2012  | ISBN 978-4048867252 |
| 2    | 27 de julio de 2013  | ISBN 978-4048916936 |

#### Rewrite: Side-Terra
Un quinto manga ilustrado por Zen comenzó a serializarse el 30 de septiembre de 2016 en la revista Dengeki G's Comic de ASCII Media Works. El manga ha sido compilado en 2 volúmenes tankōbon.

##### Volúmenes
| Núm. | Fecha de publicación     | ISBN                |
| ---- | ------------------------ | ------------------- |
| 1    | 27 de septiembre de 2016 | ISBN 978-4048923606 |
| 2    | 27 de marzo de 2017      | ISBN 978-4048928540 |

### Anime
Los episodios son producidos por el estudio de animación 8-Bit y son dirigidos por Tensho. El libreto es escrito por Takashi Aoshima y Tatsuya Takahashi con Romeo Tanaka and Kai siendo acreditados por colaborar con la composición y los guiones. La serie muestra diseños de los personajes hechos por Masayuki Nonaka quien baso los diseños en los conceptos originales de Itaru Hinoue.
Los primeros 13 episodios se emitieron del 2 de julio al 24 de septiembre de 2016 en BS-11, Gunma TV, Tochigi TV y Tokyo MX. Se emitió en fechas posteriores en MBS y AT-X. Los siguientes 11 episodios se emitieron desde el 14 de enero al 25 de marzo de 2017, los cuales adaptaron las rutas Moon y Terra de la novela visual.
El primer opening es "Philosophyz (TV animation ver.)" y el primer ending es "Sasayaka na Hajimari (TV animation ver.)" (ささやかなはじまり 〜TV animation ver.〜), ambos interpretados por Runa Mizutani de NanosizeMir. El segundo opening "End of the World" interpretado por Anri Kumaki y el segundo ending es "Word of Dawn" interpretado por Aoi Tada. El tercer opening es "Tabi" (旅, lit. "Viaje") interpretado por ANANT-GARDE EYES y el tercer ending es "Daisy Memory" interpretado por Hideki Higuchi.

#### Lista de episodios

##### Primera temporada
| Núm. | Título                                                                                    | Fecha de emisión         |
| ---- | ----------------------------------------------------------------------------------------- | ------------------------ |
| 1    | "El mundo, o yo" "Sekai ka, Jibun ka" (世界か、自分か)                                    | 2 de julio de 2016       |
| 2    | "Dónde la juventud comienza" "Seishun ga Hajimaru Basho" (青春が始まる場所)               | 9 de julio de 2016       |
| 3    | "Bienvenido, fenómeno sobrenatural" "Werukamu, Chōjō Genshō" (ウェルカム、超常現象)       | 16 de julio de 2016      |
| 4    | "Hasta que regresemos a esos días" "Itsuka Ano Hi ni Kaeru Made" (いつかあの日に帰るまで) | 23 de julio de 2016      |
| 5    | "Asahi Haruka" "Asahi Haruka" (アサヒハルカ)                                              | 30 de julio de 2016      |
| 6    | "Registro de actividad del club de ocultismo" "Okaken Katsudō Kiroku" (オカ研活動記録)    | 6 de agosto de 2016      |
| 7    | "Un lugar perdido" "Ushinawareta Basho" (失われた場所)                                    | 13 de agosto de 2016     |
| 8    | "Mi nombre es Kagari-chan" "Waga Na wa Kagari-chan" (我が名は篝ちゃん)                    | 20 de agosto de 2016     |
| 9    | "El destino comienza a cambiar" "Mawari Hajimeru Unmei" (回り始める運命)                  | 27 de agosto de 2016     |
| 10   | "Simplemente, como amigos" "Tada, Tomo Toshite" (ただ、友として)                          | 3 de septiembre de 2016  |
| 11   | "Conteo regresivo" "Kauntodaun" (カウントダウン)                                          | 10 de septiembre de 2016 |
| 12   | "La canción de la destrucción" "Horobi no Uta" (滅びの歌)                                 | 17 de septiembre de 2016 |
| 13   | "La promesa que hice contigo" "Kimi to Kawashita Yakusoku" (君とかわした約束)             | 24 de septiembre de 2016 |

##### Segunda temporada
| Núm. | Título                                                                                          | Fecha de emisión      |
| ---- | ----------------------------------------------------------------------------------------------- | --------------------- |
| 14   | "Tres copas de cafe" "San-pai no Kōhī" (三杯のコーヒー)                                         | 14 de enero de 2017   |
| 15   | "Luna de miel sobre un océano silencioso" "Shizuka na Umi no Mitsu no Tsuki" (静かな海の蜜の月) | 21 de enero de 2017   |
| 16   | "Una verdad que nadie sabe" "Dare mo Shiranai Shinjitsu" (誰も知らない真実)                     | 28 de enero de 2017   |
| 17   | "El cazador salvador de la tierra" "Chikyū Kyūsai Hantā" (地球救済ハンター)                     | 4 de febrero de 2017  |
| 18   | "Cualidades súper humanas" "Chōjin no Shishitsu" (超人の資質)                                   | 11 de febrero de 2017 |
| 19   | "Bosque de tragedia" "Sangeki no Mori" (惨劇の森)                                               | 18 de febrero de 2017 |
| 20   | "Pasando de un punto muerto" "Teitai no Sono Saki e" (停滞のその先へ)                           | 25 de febrero de 2017 |
| 21   | "Reunión" "Saikai" (再会)                                                                       | 4 de marzo de 2017    |
| 22   | "Batalla nocturna" "Antō" (暗闘)                                                                | 11 de marzo de 2017   |
| 23   | "Seguidor del fuego" "Kagaribi o Ou Mono" (篝火を追うもの)                                      | 18 de marzo de 2017   |
| 24   | "Una promesa cumplida contigo" "Kimi to Kanaeta Yakusoku" (君と叶えた約束)                      | 25 de marzo de 2017   |